# Hockweiler
Hockweiler è un comune di 295 abitanti della Renania-Palatinato, in Germania.
Appartiene al circondario (Landkreis) di Treviri-Saarburg (targa TR) ed è parte della comunità amministrativa (Verbandsgemeinde) di Trier-Land.